# Gen. Marion, the Swamp Fox
Gen. Marion, the Swamp Fox è un cortometraggio muto del 1911. Il nome del regista non viene riportato nei credit del film prodotto dalla Champion Film Company di Mark M. Dintenfass.
Swamp Fox era il nomignolo con cui era chiamato il generale Francis Marion (1732-1795) che combatté i britannici usando metodi da guerriglia durante la rivoluzione americana.

## Produzione
Il film fu prodotto dalla Champion Film Company, una compagnia indipendente che Dintenfass aveva fondato nel 1909, stabilendone gli studi a Fort Lee, nel New Jersey.

## Distribuzione
Distribuito dalla Motion Picture Distributors and Sales Company, il film - un cortometraggio di una bobina - uscì nelle sale cinematografiche USA il 15 maggio 1911-